# Fundación del Nuevo Cine Latinoamericano
La Fundación del Nuevo Cine Latinoamericano es una entidad cultural privada con personalidad jurídica propia, sin ánimo de lucro. Fue creada con el propósito de contribuir al desarrollo e integración del cine latinoamericano y lograr un universo audiovisual común, además de cooperar con el rescate y afianzamiento de la identidad cultural de América Latina y el Caribe. Fundada por el Comité de Cineastas de América Latina (C-CAL) el 4 de diciembre de 1985, la integran cineastas de dieciocho países y está presidida por el escritor colombiano Gabriel García Márquez.
Su sede está en la ciudad de La Habana, Cuba, en una amplia y acogedora casona de las afueras de la ciudad, la Quinta Santa Bárbara, calle 212 esquina a 31, Reparto La Coronela, La Lisa.
- Presidente: Gabriel García Márquez

- Argentina: David Blaustein, Fernando Birri
- Bolivia:Jorge Sanjinés
- Brasil: Geraldo Sarno, Nelson Pereira Dos Santos, Orlando Senna, Silvio Tendler
- Colombia: Carlos Álvarez, Lisandro Duque
- Cuba: Alfredo Guevara, Daniel Díaz Torres, Julio García Espinosa, Manuel Pérez Paredes
- Chile:	Miguel Littín, Pedro Chaskel, Sergio Trabucco
- Ecuador: Ulises Estrella
- Estados Unidos de América: Jesús Salvador Treviño
- Guatemala: Rafael Rosal
- México: Jorge Sánchez, Paul Leduc
- Nicaragua: Ramiro Lacayo
- Panamá: Pedro Rivera
- Perú: Alberto "Chicho" Durant, Nora de Izcue, Rosa Rodríguez
- Puerto Rico: Ana María García
- República Dominicana: Franklyn Hernández
- Uruguay: Nelson Wainstein, Walter Achugar
- Venezuela: Edmundo Aray, Tarik Souki